# Lingua sidetica
La lingua sidetica è una lingua di frammentaria attestazione che prende nome dalla città di Side (in greco Σίδη, in latino Sida, sulla costa della Panfilia, nell'odierna Turchia sud-occidentale). Lo storico greco Arriano menziona (Anabasi, I, 26,4) l'esistenza di una lingua indigena particolare della città di Side. Il riferimento va inteso tanto alla lingua quanto alla scrittura.
Il sidetico è tramandato attraverso due tipi di documenti: 
- le legenda delle monete coniate a Side e databili approssimativamente tra il V secolo a.C. ed il III secolo a.C.[1];
- sei iscrizioni su pietra del III-II secolo a.C., tre delle quali bilingui greco-sidetiche[2].

Sia le iscrizioni monetali che le epigrafi sono scritte in un peculiare alfabeto, di ventisei lettere, forse derivato dall'alfabeto aramaico senza mediazione di quello greco; ma su questo punto gli studiosi non sono d'accordo, così come non c'è accordo nemmeno per quanto riguarda il valore fonetico di alcuni dei suoi segni.
L'attribuzione del sidetico (come anche del pisidico) al gruppo linguistico anatolico si basa essenzialmente sulla presenza in questa lingua della marca -s come formante di aggettivi di relazione, oltre che per ragioni di plausibilità geostorica.
È possibile, ma non è dimostrabile al di là di ogni ragionevole dubbio, che il sidetico facesse parte delle lingue indo-europee anatoliche (come il luvio,e l'ittita), probabilmente del sottogruppo luvico (licio; miliaco, pisidico, isaurico (?); palaico; cario; lidio).
Le categorie di classificazione (tipologia e filogenesi) della lingua sidetica sono pertanto da considerarsi provvisorie.

## La scrittura di Side antica
La lista delle lettere sidetiche è basata sull'edizione di Johannes Nollé.